# Mistrovství Evropy v judu 1967
Mistrovství Evropy se konalo v Římě, Itálie v květnu 1967.

## Výsledky
| Kategorie | Zlato                       | Stříbro                     | Bronz                  | Bronz                     |
| --------- | --------------------------- | --------------------------- | ---------------------- | ------------------------- |
| -63 kg    | Sergej Suslin (URS)RUS      | Gustaaf Lauwereins (BEL)    | George Glass (GBR)     | Nikolaj Kozickij (URS)RUS |
| -70 kg    | Armand Desmet (FRA)         | Eddy van der Pol (NED)      | Joachim Schröder (GDR) | Tonny Jonkman (NED)       |
| -80 kg    | Vladimir Pokatajev (URS)RUS | George Kerr (GBR)           | Brian Jacks (GBR)      | Patrick Clément (FRA)     |
| -93 kg    | Peter Herrmann (FRG)        | Pierre Albertini (FRA)      | Ray Ross (GBR)         | Boris Miščenko (URS)RUS   |
| +93 kg    | Wim Ruska (NED)             | Anzor Kibrocašvili (URS)GEO | Klaus Henning (GDR)    | Vasile Usik (URS)MDA      |